# Nova Alvorada do Sul
Nova Alvorada do Sul – miasto i gmina w Brazylii, w stanie Mato Grosso do Sul.